# Фавст (Косинка)
«Фавст» — новела українського письменника Григорія Косинки, написана в 1923-му році й опублікована в журналі «Український засів». У ній головний герой проведений крізь тюремні випробування: муравйовські застінки і білогвардійську катівню.

## Історія написання й публікації
Григорій Косинка, як і його герой Прокіп Конюшина, брав участь у громадянській війні, три місяці був ув'язненим, саме тюремні спогади відображені в новелі. Письменник не сподівався на опублікування, тому не завершив її, і новела тривалий час залишалася в рукописі. Твір дуже довго не друкували через те, що події, зображені в ньому, відбуваються у в'язниці перших пореволюційних років (1918—1919 рр.).
Першу публікацію новели здійснив журнал «Український засів», що протягом кількох місяців у 1942—1943 pp. виходив в окупованому німцями Харкові. 

## Історична основа твору
В основі твору лежать такі історичні події:

### «Нове життя» за Муравйовим. Звірства більшовиків у пореволюційні часи (1918—1919рр.)
3 грудня 1917 р. до  Києва радіотелеграфом надійшов Маніфест Раднаркому до українського народу з ультимативними вимогами до Центральної Ради. Після відхилення їх, починаючи з 5 грудня 1917 p., Центральна Рада перебувала в стані війни з Раднаркомом  Росії. Діями радянських військ керував харківський центр, до складу якого входили В. Антонов-Овсієнко, М. Муравйов та Г. Орджонікідзе. Просуваючись прискореним темпом, війська, очолювані М.Муравйовим, досить швидко оволоділи Катеринославом, Олександрівськом, Полтавою, Лубнами, перед ними відкривався шлях на Київ. Непокірних українців, які намагалися було повстати супроти Раднаркому Росії, нещадно знищували, кидали в тюрми .
Рядки з новели: «…Тоді саме Різдвяні ночі клепав мороз, коли до нашої камери перевели з тюремної „секретки“ Конюшину: із обличчя був сивий, схожий на Фавста, що його звикли бачити у виставах оперових театрів».
4 лютого 1918 р. в Дарниці під Києвом Муравйов видав наказ про «безпощадне знищення всіх офіцерів, гайдамаків, монархістів і всіх ворогів революції». Муравйовці винищували представників будь-якої нації й нове життя уявляли собі  як режим карцерного типу. У зображеному Косинкою карцері «успішно» конають разом із українцями також росіяни, поляки, євреї, хтось із мусульман та інші народи

### УхваленняIV Універсалу
IV Універсал ухвалений 11 січня 1918 р. Лейтмотивом цього документа була теза: «Однині Українська Народна Республіка стає самостійною, ні від кого не залежною, вільною, суверенною державою українського народу». Проголошена самостійність не мала абсолютного характеру. На тлі задекларованих більшовицьким урядом гасел — «Землю — селянам!», «Мир — народу!» — посилюється зневіра народу щодо здатності Центральної Ради вирішити нагальні державні проблеми

### «Сліпий» селянсько-повстанський рух України в роки громадянської війни (1919—1920рр.)
У 1919—1920 рр. окупаційна політика більшовиків спричинила спалах повстанського руху. Соціальний склад повстанців — селянство, робітництво, інтелігенція. Україну поглинув  хаос. Шість різних армій діяли на її території: українська, більшовицька, біла, Антанти, польська та анархістська. Знелюдніли голодні міста, а їхні мешканці в пошуках їжі подавалися на село. Села буквально забарикадовувалися від непрошених гостей. Тим часом різні уряди, яким удавалося заволодіти Києвом, скеровували свою увагу та енергію переважно на те, щоб відбити атаки ворогів. Україна стала краєм, яким було легко заволодіти, але неможливо управляти. Селяни підтримували будь-який уряд, що міг задовольнити їх прагнення. Але як тільки цей уряд виявлявся неспроможним виконати сподівання, селяни  повставали проти нього й переходили  на бік суперника. Це робило їх важко передбачуваним елементом протягом усієї громадянської війни
Село України справді «лютувало» у роки громадянської війни, але нерідко залишалось «сліпим», бо не мало чітких соціальних орієнтирів i ставало на бій стихійно. Було створено в багатьох селах так звані «свої» республіки, які по черзі були потоплені в крові

### Діяльність Всеросійської надзвичайної комісії з боротьби з контрреволюцією і саботажем при Раді Народних Комісарів
7 (20) грудня 1917 р. Рада народних комісарів утворює Всеросійську надзвичайну комісію з боротьби з контрреволюцією і саботажем при Раді Народних Комісарів (ВЧК при РНК РФСФР) .

## Пояснення назви
Герой-оповідач новели розповідає про Фавста з Поділля, Прокопа Конюшину, який просидів три місяці в секретній камері й мав сіре, спухле обличчя, і нагадував Фауста, і, як і Фауст  Й. В. Гете, шукав правди життя в революційній боротьбі.  

## Тема
Розповідається про трагічну долю селянина з Поділля Прокопа Конюшини, який, не стерпівши наруги, створив загін і боровся проти нападників. У в'язниці слідчі домагаються від нього зізнання, він гине в муравйовсько-більшовицьких застінках, залишивши незнищенну віру в щасливе майбутнє українського народу та не ставши зрадником.

## Головна ідея
Возвеличення протесту проти насильства з боку влади, прагнення до свободи, волі селян, незалежності України; усвідомлення власної гідності і честі; пошуки сенсу свого існування.  

## Проблематика
- відірваність українського села від міста;
- історія та сучасність;
- особистість та народ;
- свобода та рабство;
- добро і зло;
- правда та брехня.

## Сюжет
Головний герой Прокіп Конюшина проведений крізь горнило тюремних випробувань. Це особистість, яка увібрала в себе й загальнолюдські, і виразно національні риси. Цілеспрямовано шукаючи шляхи до головних життєвих істин, герой одержимий національною ідеєю, жаданням справжньої волі своєму народові. Напад муравйовських карателів обернувся для нього тюремним ув'язненням і тортурами; останнє слово, яке приходить до Конюшини на межі божевілля, він пише своєю кров'ю з розбитих щиколоток: «Укра…».

## Головні герої
- Прокіп Конюшина;
- Офіцер Клєнцов;
- пан Яцьківський;
- Маламет;
- Конончук;
- Бейзер;
- Сторожук.

## Звичаї і традиції українців у творі

#### Пасха
Пасха — найголовніше православне свято України. Це свято Воскресіння Господнього — Великдень по-українськи. У ньому увесь сенс Православ'я — сам Бог став людиною, помер за людей, воскрес із мертвих, позбавивши, таким чином, людей від влади гріха і смерті. Опівночі в православних храмах починається пасхальна служба. Після неї священик освячує страви. Православні християни вітають один одного словами «Христос воскрес»! і спрямовуються додому, щоб «розговітися» — з'їсти пасхальні страви. Святковий хліб — Паска — це символ тіла Господня, а забарвлене яйце завжди символізувало у слов'ян відродження нового життя. У творі автор хотів сказати про те, що Прокіп помирає в муках, як Ісус, заради відродження нового життя (« … уже хотів був рушати з камери, як раптом уклякнув i читав видряпане: „Прокіп Конюшина“, а внизу — „Христос Воскресе, Галю…“,         – „Христос Воскресе“ — тоже твоє? — запитав з іронією Бейзер.         – У мене Він не воскресне… Чого тобі треба? — була Фавстова відповідь»).

#### Вишивкаі кольори
Одним із найбільш характерних символів  української культури є вишивка. Кожен орнамент у ній щось означає й несе в собі певне сакральне значення. Для українців вишитий малюнок є оберегом.
Журавлі були в різних частинах світу одними з найбільш розповсюджених тотемічних птахів. Українці говорили: «Летить журавель із моря — забере в нас горе». Або, побачивши журавлів, які відлітали восени у вирій: «Із чужої сторононьки повертайтесь додомоньку!»
У християнстві журавель — символ вірності, праведності, воскресіння, доброчинності. Як провісник весни він символізував оновлення ("– Где твоя нара? — запитав.  – Третя. Начальник корпусу пильно обдивився з усіх боків Фавстове ліжко, торбу, рушника, вишитого з ключем журавлиним… ").
Віночок, сплетений із квіточок, оздоблений яскравими стрічками, — один із найдавніших українських символів. Велике значення мали стрічки у вінку. Їх вимірювали по довжині коси, розрізали нижче коси, щоб її сховати. Найпершою по центру в'язали світло-коричневу — символ землі-годувальниці, пообіч якої жовті — символ сонця; за ними –світло-зелені й темно-зелені — краса та молодість; блакитні й сині — небо й вода, що надають силу і здоров'я. Далі йшли жовтогаряча — символ хліба, фіолетова — мудрість, малинова — душевність і щирість, рожева — достаток.
Подібний оберіг мала й сестра головного героя: "Повз них проходила горда Оксанка. Вона старша була й робітниця в матері найперша: в Оксанчиній косі, пам'ятаю, маком синіла стрічка… «Чиясь файна молода буде», — подумав "

#### Святвечір
Святи́й ве́чір — одне з найурочистіших християнських свят, яке відзначається ввечері напередодні Різдва Христового. Із Святвечором пов'язаний обряд приготування першої куті, її називали багатою, оскільки крім неї готували одинадцять пісних страв, серед яких обов'язково мали бути борщ, риба, гриби, вареники з квасолею та капустою, картопля, узвар.  Кутю традиційно готували з пшеничних або ячмінних зерен (на півдні України з рису). Перед тим їх вимочували у воді, товкли в ступі, сушили і знову товкли, щоб остаточно звільнити від луски. Власне, кутя з узваром є своєрідним символом смерті Христа, тому при поминках обов'язково готують цю страву і її ще називають «четвертою страшною кутею» .
Григорій Косинка звертається до образу Христа, викликає в читача співчуття до головного героя, який у таке велике свято змушений перебувати в тюрмі. Письменник говорить про те, що відродження нового життя є неминучим: "У сусідній камері, «етапній», співали студенти — новаки ще нашої тюрми: "Ой, радуйся, земле, Син Божий народився… ".

#### Народний герой
Захар Іскра, полковник корсуньський у 1684—1707 роках, — одна з найпомітніших постатей української військової історії XVII—XVIII століть. Конюшина назвав свого коня на честь цього героя.